# She Loves You
She Loves You è una canzone scritta da John Lennon ,Paul McCartney e George Harrison, pubblicata come lato A del singolo dai Beatles il 23 Agosto 1963. Il disco ha stabilito diversi primati nel Regno Unito e uno anche negli Stati Uniti essendo una delle cinque canzoni dei Beatles a raggiungere la "top five" contemporaneamente in quell'anno. Come lato B I'll Get You.
She loves you rappresenta il maggior successo di vendite dei Beatles in Inghilterra ed è una delle due canzoni che il gruppo ha registrato per il mercato tedesco, col titolo Sie liebt dich (l'altra è Komm, gib mir deine Hand).
She loves you è compresa anche nell'album uscito negli Stati Uniti The Beatles' Second Album, uscito nel 1964.
Nel novembre 2004, la rivista Rolling Stone ha inserito She loves you tra le 500 migliori canzoni di tutti i tempi alla posizione numero 64. L'anno successivo, il mensile Uncut Magazine ha definito She loves you la terza canzone che ha cambiato il mondo, dopo Heartbreak Hotel di Elvis Presley e Like a Rolling Stone di Bob Dylan.

## Descrizione
L'ispirazione per She loves you venne a Lennon e McCartney nel 1963 dopo un concerto al Majestic Ballroom di Newcastle, all'interno del tour che i Beatles fecero con Roy Orbison e Gerry and the Pacemakers. McCartney ricorda che lui e Lennon scrissero il brano in un hotel proprio a Newcastle.
Nel 2003 ci fu un progetto per porre una targa in quell'hotel ma né Paul McCartney né Ringo Starr, gli unici due Beatles ancora in vita, ricordavano se si trattasse dell'Imperial Hotel o del Royal Turk's Head.
McCartney affermò, lo stesso anno in cui la canzone venne scritta:
Caso strano per una canzone d'amore, le strofe di She Loves You sono scritte in terza persona. L'idea è stata attribuita a McCartney da Lennon nel 1980: «La scrivemmo insieme (con Paul) ma non ricordo bene come. Ricordo però che fu un'idea di Paul, invece di cantare per l'ennesima volta 'I love you', decise di introdurre una terza persona».

## Accoglienza
Il 23 agosto 1963 il singolo venne pubblicato nel Regno Unito con I'll get you come lato B. Il disco stabilì e superò fin dall'inizio molti primati nella scena musicale britannica, diventando il singolo best-selling dei Beatles da 1.89 milione di copie vendute, superato nel 1977 da Paul McCartney e i Wings con Mull of Kintyre. Entrato nelle classifiche il 31 agosto, She loves you vi è rimasto per ben 31 settimane consecutive, 18 delle quali nella "top 3". La prima posizione della Official Singles Chart è stata raggiunta appena tre settimane dopo l'entrata in classifica, il 14 settembre 1963 per sei settimane.
Nonostante l'enorme successo in patria, la canzone distribuita dalla Capitol Records stentò a decollare oltreoceano. 
Quando venne pubblicata negli Stati Uniti, il 16 settembre 1963, non ricevette particolari attenzioni ma tre mesi dopo uscì il singolo I Want to hold your hand che raggiunse la vetta delle classifiche e dette il via alla British invasion. 
Questo fenomeno musicale aprì la strada ad altri dischi dei Beatles e all'arrivo dei dischi di altri gruppi britannici in America. 
She loves you fu lanciato di nuovo e dal 25 gennaio 1964 rimase nella classifica Billboard Hot 100 15 settimane, due delle quali nella prima posizione.

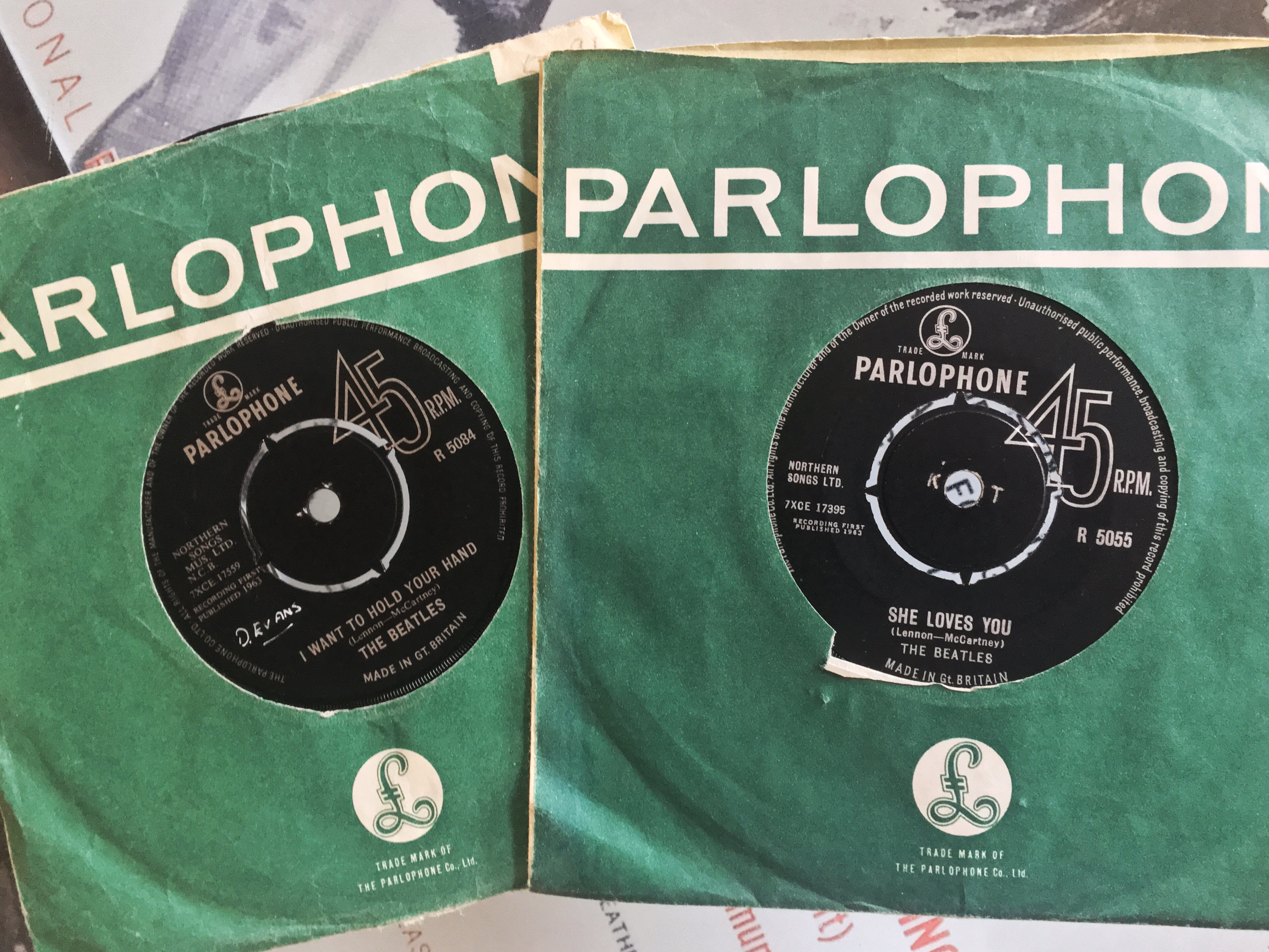
Prime impressioni dei singoli

Il singolo raggiunge la prima posizione anche in Canada e Norvegia, la terza in Australia e la settima in Germania e Paesi Bassi.
Il ritornello, in cui veniva più volte ripetuto "Yeah yeah", divenne un vero tormentone, e in certi casi arrivò a definire una intera generazione (generazione yé yé).

## Classifiche

### Classifiche di tutti i tempi
| Classifica  | Posizione |
| ----------- | --------- |
| Regno Unito | 10        |

## Curiosità
- Un personaggio della Walt Disney, Paperetta Yè Yè (creata dal fumettista italiano Romano Scarpa), prende il nome dalla canzone dei Beatles[senza fonte]
- Nel finale di All you need is love, proprio alla fine, si può sentire un coretto che fa, oltre a "Yesterday", proprio "She loves you, yeah, yeah, yeah". Tuttavia, secondo i sostenitori della teoria "PID" ovvero "Paul Is Dead (Paul è morto)", il coretto canterebbe in realtà "We loved you (Noi ti abbiamo amato)", in riferimento a Paul McCartney e alla sua presunta scomparsa prematura.
- Nella canzone Rockollection di Laurent Voulzy, nella parte del brano riferita ai Beatles, è cantato il ritornello finale "Yeah, yeah, yeah ... yeaaah!", anche se riarrangiato con note e accordi differenti dagli originali.
- Nella canzone Anni '60 di Amedeo Minghi è ripetutamente cantato il ritornello "She loves you, yeah, yeah, yeah!", anche se con note e accordi differenti dagli originali.

## Cover
Cover di She loves you sono state eseguite, tra le numerosissime, da:
- The Typhoons, nel 1963.
- I Meteors, nel 1964, in italiano.
- Fausto Leali e i Novelty, con una versione in italiano, Lei ti ama, del 1964.
- Los Jóvenes, con una versione in spagnolo castigliano, Ella te quiere, del 1964
- Emi Bonilla y su Cuadro Flamenco, con la stessa versione in spagnolo ma dal ritmo flamenco, del 1964.
- Santo & Johnny in The Beatles greatest hits played by Santo & Johnny del 1964.
- I Crickets nell'album California sun del 1964.
- The Chipmunks in The Chipmunks sing the Beatles' hits del 1964.
- Chet Atkins nel country-rockabilly Chet Atkins picks on the Beatles del 1965.
- I Marino's, con una versione in italiano, Lei ti ama, del 1965 (Nuova Enigmistica Tascabile, N. 521).
- John Denver in Beginning with the Mitchell Trio del 1974.
- James Last nella compilation Yesterday del 1999.
- Pete Doherty, durante la sua esibizione al Brick Lane Festival il 12 settembre 2004.
- Gli U2, che in alcuni concerti del Vertigo Tour (2005-2006) hanno inserito She loves you nel finale del brano Vertigo.
- Elio e le Storie Tese in alcuni concerti recenti, alla fine della canzone Alfieri.
- Gli Shampoo con una cover parodistica incisa in dialetto napoletano dal titolo Si 'e llave tu (EMI, 3C-006-18515), inclusa nell'album In Naples 1980/81 (EMI, 3C 064-18517).
- Altre cover sono state eseguite dai McFly, dai Vintage Café di Rita Lee in versione jazz-lounge, dai Punkles in versione punk, da Stan Webb in versione molto arrangiata e da Badwolf in versione techno-pop o elettronica.